# جون لويل جونيور (عالم إنسان)
جون لويل جونيور (بالإنجليزية: John Lowell, Jr.)‏ هو عالم إنسان أمريكي، ولد في 11 مايو 1799، وتوفي في 4 مارس 1836.